# King Power Stadium
King Power Stadium grundet navnesponsorat med King Power, er et fodboldstadion i Leicester i England, der er hjemmebane for Championship-klubben Leicester City Stadionet har plads til 32.259 tilskuere, og alle pladser er siddepladser. Det blev indviet i år 2002, hvor det erstattede klubbens gamle hjemmebane, Filbert Street. Den første kamp var en venskabskamp mod spanske Athletic Club.
Den 3. juni 2003 var King Power Stadium vært for Englands fodboldlandshold, der spillede en træningskamp mod Serbien og Montenegro på stadionet.